# Ил (приток на Рейн)
Ил (на френски: Ill) е река в Източна Франция (департаменти Горен Рейн и Долен Рейн), ляв приток на Рейн. Дължина 217 km, площ на водосборния басейн 4761 km².

## Географска характеристика
Река Ил води началото си на 597 m н.в., от извор-чешма, в крайните северни части на планината Юра, в селището Винкел, южната част на департамента Горен Рейн. Почти по цялото си протежение тече в посока север-североизток през Горнорейнската долина, успоредно на река Рейн със спокойно и бавно течение. Влива се отляво в река Рейн, при нейния 311 km, на 125 m н.в., на 15 km североизточно от град Страсбург.
Водосборният басейн на Ил обхваща площ от 4761 km², което представлява 2,57% от водосборния басейн на Рейн. Речната мрежа на реката е едностранно развита, с множество леви притоци, спускащи се от близката планина Вогези и отсъстващи десни. На запад, север и изток водосборният басейн на Ил граничи с водосборните басейни на реките Мозел, Модер, Бирс и други по-малки, леви притоци на Рейн, а на югозапад – с водосборния басейн на река Рона (от басейна на Средиземно море). Основните притоци са леви: Ларг (51 km, 277 km²), Долер (47 km, 215 km²), Тур (53 km, 262 km²), Лаух (50 km, 390 km²), Фещ (49 km, 545 km²), Брюш (77 km, 727 km²).
Река Ил има предимно дъждовно подхранване с почти целогодишно пълноводие, със слабо изразени зимен максимум (януари и февруари) и летен минимум (от юли до септември). Среден годишен отток в град Страсбург 53,7 m³/sec.

## Стопанско значение, селища
Реката е плавателна за плиткогазещи речни съдове до град Колмар и почти по цялото ѝ протежение, успоредно на нея е изграден плавателния канал „Рона-Рейн“.
Долината на реката е гъсто заселена, като най-големите селища са градовете:
- департамент Горен Рейн – Алткирш, Мюлуз и Колмар;
- департамент Долен Рейн – Селеста, Ерстен и Страсбург.